# 3-hidroxi-3-metilglutaril-CoA liasa
La 3-hidroxi-3-metilglutaril-CoA liasa (abreviado, HMG-CoA liasa) es una enzima que, en humanos, es codificada por el gen HMGCL ubicado en el cromosoma 1. Es una enzima clave en la cetogénesis, que es la formación en animales de cuerpos cetónicos. La enzima es cetogénica en el hígado y cataliza la formación de acetoacetato a partir de HMG-CoA dentro de las mitocondrias. También juega un papel destacado en el catabolismo del aminoácido leucina.

## Producción
El gen HMGCL codifica una proteína de 34,5 kDa que al ser sintetizada se localiza en la mitocondria y el peroxisoma celular., Se conocen múltiples isoformas de estas proteínas debido al corte y empalme alternativo de su ARNm. La isoforma principal (isoforma 1) se expresa principalmente en el hígado mientras que la isoforma 2 se encuentra en otros tejidos que demandan energía, incluidos el cerebro, el corazón y el músculo esquelético .

## Estructura
La estructura de la proteína HMGCL se ha resuelto mediante cristalografía de rayos X con una resolución de 2,1 Å. Las imágenes revelaron que la proteína puede funcionar como un dímero. El acceso del sustrato al sitio activo de la enzima HMGCL implica la unión del sustrato a través de una cavidad ubicada en el extremo C-terminal de una estructura tipo barril beta. Además, el residuo de lisina 48 se ve mutado en pacientes con deficiencia de 3-hidroxi-3-metilglutaril-CoA liasa, dicho residuo ha sido comprobado de ser necesario para la unión al sustrato de la liasa.

## Función
La proteína HMGCL juega un papel esencial en la descomposición de proteínas y grasas de la dieta para obtener energía. La liasa cataliza la reacción tipo desdoblamiento:
(S)-3-hidroxi-3-metilglutaril-CoA = acetil-CoA + acetoacetato
La reacción requiere un ion metálico divalente como cofactor.
La enzima es necesaria para la cetogénesis en el hígado bajo cuya acción se generan los cuerpos cetónicos por condensación del acetil-CoA de los ácidos grasos, aminoácidos y carbohidratos. También es responsable de procesar el aminoácido leucina dentro de la mitocondria celular.
La deficiencia de HMG-CoA liasa causa hipoglucemia hipocetósica, similar a la causada por mutaciones en el gen HMGCS2, pero también conduce a la acumulación de ácidos orgánicos y acidosis metabólica debido a la alteración del metabolismo de la leucina. Este trastorno puede confundirse con el síndrome de Reye debido a síntomas similares de vómitos, letargo y convulsiones.

## Importancia clínica
Las mutaciones en el gen HMGCL causan la deficiencia de 3-hidroxi-3-metilglutaril-CoA liasa (HMGCLD, también conocida como aciduria 3-hidroxi-3-metil glutárica), un error congénito autosómico recesivo del metabolismo, enfermedad rara, caracterizada por la interrupción de la cetogénesis y en el último paso del catabolismo de la L-leucina. Se han descrito más de 30 mutaciones diferentes en este gen, incluidas mutaciones sin sentido de diferentes residuos, asociados con pacientes con HMGCLD en diversas familias y etnias. La HMGCLD típicamente se presenta en el primer año de vida del paciente después de un período en la que el individuo se somete a un ayuno. Los síntomas clínicos agudos incluyen vómitos, convulsiones, acidosis metabólica, hipoglucemia hipocetósica y letargo.

## Interacciones
La HMG-CoA liasa interactúa consigo mismo para formar homodímeros y homotetrámeros. También se muestra en experimentos de dos híbridos de levadura que tiene interacciones con la DNAJA1 .